# Circolo Sportivo Tommaso Gargallo 1929-1930
Questa voce raccoglie le informazioni riguardanti la Circolo Sportivo Tommaso Gargallo nelle competizioni ufficiali della stagione 1929-1930.

## Rosa
| N. |                   | Ruolo | Calciatore          |
| -- | ----------------- | ----- | ------------------- |
|    | Italia (bandiera) | D     | Francesco Mirabella |
|    | Italia (bandiera) | A     | Della Casa          |
|    | Italia (bandiera) | P     | Gazzè               |
|    | Italia (bandiera) | D     | Medoro Bagnoli      |
|    | Italia (bandiera) | C     | Barcio I            |
|    | Italia (bandiera) | C     | Fanò                |
|    | Italia (bandiera) | A     | Antonio Gamma       |

| N. |                   | Ruolo | Calciatore          |
| -- | ----------------- | ----- | ------------------- |
|    | Italia (bandiera) | C     | Genesio Pioletti    |
|    | Italia (bandiera) | A     | Vincenzo Lumia      |
|    | Italia (bandiera) | C     | Luigi Pinasco       |
|    | Italia (bandiera) | C     | Pietro Salussoglia  |
|    | Italia (bandiera) | D     | Alberto Macchi      |
|    | Italia (bandiera) | C     | Francesco Mirabella |
|    | Italia (bandiera) | D     | Zavaroni            |

## Risultati

### Prima Divisione

#### Girone di andata
| 6 ottobre 1929 1ª giornata | Nocerina | 1 – 0 | Tommaso Gargallo |  |

| 13 ottobre 1929 2ª giornata | Tommaso Gargallo | 3 – 1 | Macerata |  |

| 20 ottobre 1929 3ª giornata | Tommaso Gargallo | 1 – 0 | Acquavivese |  |

| 27 ottobre 1929 4ª giornata | Virtus Lanciano | 2 – 1 | Tommaso Gargallo |  |

| 3 novembre 1929 5ª giornata | Riposo | – |  |  |

| 10 novembre 1929 6ª giornata | Salernitana | 3 – 2 | Tommaso Gargallo |  |

| 17 novembre 1929 7ª giornata | Tommaso Gargallo | 4 – 0 | Vomero |  |

| 24 novembre 1929 8ª giornata | Tommaso Gargallo | 2 – 1 | Stabia |  |

| 8 dicembre 1929 9ª giornata | Tommaso Gargallo | 1 – 0 | Terni |  |

| 15 dicembre 1929 10ª giornata | Tommaso Gargallo | 1 – 0 | Foggia |  |

| 22 dicembre 1929 11ª giornata | Taranto | 2 – 2 | Tommaso Gargallo |  |

| 5 gennaio 1930 12ª giornata | Tommaso Gargallo | 1 – 0 | Messina |  |

| 12 gennaio 1930 13ª giornata | Cagliari | 3 – 0 | Tommaso Gargallo |  |

| 19 gennaio 1930 14ª giornata | Palermo | 4 – 1 | Tommaso Gargallo |  |

| 26 1930 15ª giornata | Tommaso Gargallo | 3 – 1 | Foligno |  |

#### Girone di ritorno
| 2 febbraio 1930 16ª giornata | Tommaso Gargallo | 3 – 2 | Nocerina |  |

| 16 febbraio 1930 17ª giornata | Macerata | 4 – 0 | Tommaso Gargallo |  |

| 23 febbraio 1930 18ª giornata | Acquavivese | 3 – 2 | Tommaso Gargallo |  |

| 2 marzo 1930 19ª giornata | Tommaso Gargallo | 5 – 1 | Virtus Lanciano |  |

| 16 marzo 1930 20ª giornata | Riposo | – |  |  |

| 23 marzo 1930 21ª giornata | Tommaso Gargallo | 1 – 0 | Salernitana |  |

| 30 marzo 1930 22ª giornata | Vomero | 1 – 2 | Tommaso Gargallo |  |

| 13 aprile 1930 23ª giornata | Stabia | 1 – 3 | Tommaso Gargallo |  |

| 30 aprile 1930 24ª giornata | Terni | 1 – 0 | Tommaso Gargallo |  |

| 27 aprile 1930 25ª giornata | Foggia | 2 – 1 | Tommaso Gargallo |  |

| 4 maggio 1930 26ª giornata | Tommaso Gargallo | 3 – 2 | Taranto |  |

| 18 maggio 1930 27ª giornata | Messina | 2 – 0 | Tommaso Gargallo |  |

| 25 maggio 1930 28ª giornata | Tommaso Gargallo | 2 – 2 | Cagliari |  |

| 1 giugno 1930 29ª giornata | Tommaso Gargallo | 0 – 1 | Palermo |  |

| 8 giugno 1930 30ª giornata | Foligno | 0 – 2 | Tommaso Gargallo |  |